# The Argentine Tango and Other Dances
The Argentine Tango and Other Dances è un cortometraggio muto del 1913. Il nome del regista non viene riportato nei credit del film che illustra due modi di ballare il tango: il Bunny Hug e il tango spagnolo.

## Produzione
Il film fu prodotto dalla Hepworth.

## Distribuzione
Distribuito dalla Hepworth, il film - un cortometraggio della lunghezza di 152,4 metri - uscì nelle sale cinematografiche britanniche nel febbraio 1913.